# 카노하 토키
카노하 토키(일본어: 叶羽 時 かのは とき[*], 1992년 9월 25일 - )는 전 다카라즈카 가극단 츠키구미 여역이다.
효고현 아시야시 출신, 시립세이도중학교 출신이다. 키 162cm, 혈액형 B형, 애칭은 "토키(とき)"이다.

## 약력
2008년, 다카라즈카 음악학교에 입학.
2010년, 다카라즈카 가극단 96기생으로 입단. 츠키구미 「THE SCARLET PIMPERNEL」으로 초무대. 그 후, 츠키구미에 배속.
2014년, 쇼 「TAKARAZUKA 화시집!!」 신인공연으로 히로인 파트의 일부를 맡는다.
2015년, 「마논」으로 신인공연 첫 히로인.
2019년 12월 28일, 「I AM FROM AUSTRIA」 도쿄 공연 천추락을 기해, 다카라즈카 가극단을 퇴단.

## 인물
어머니의 영향으로 3살부터 탭댄스를 배우기 시작, 발표회 무대에 서는 것이 무엇보다 좋아했다. 다카라즈카에 들어가면 매일 무대에 설수 있다고 생각해, 여역에 동경하며 음악학교 수험을 결심했다.
다카라즈카 첫 관극은 츠키구미 공연 「아스카 저녁놀 / 다카라즈카 현란 Ⅱ」이다.
특기는 1cm 크기의 종이로 학접기.

## 재단 시절 주요 무대
| 기간 (월)       | 소속 | 제목                                                    | 공연장                                | 배역                                      | 비고                                    |
| --------------- | ---- | ------------------------------------------------------- | ------------------------------------- | ----------------------------------------- | --------------------------------------- |
| 2010년          |      |                                                         |                                       |                                           |                                         |
| 4~5             | 츠키 | THE SCARLET PIMPERNEL                                   | 다카라즈카 대극장                     |                                           | 초무대                                  |
| 6~7             | 츠키 | THE SCARLET PIMPERNEL                                   | 도쿄 다카라즈카극장                   |                                           | 조배속 후 첫 무대                       |
| 9~11            | 츠키 | 집시ー남작-Der Zigeuner Baron-                          | 다카라즈카 대극장 도쿄 다카라즈카극장 |                                           |                                         |
| 9~11            | 츠키 | Rhapsodic Moon                                          | 다카라즈카 대극장 도쿄 다카라즈카극장 |                                           |                                         |
| 2011년          |      |                                                         |                                       |                                           |                                         |
| 1               | 츠키 | Dancing Heroes!                                         | 바우홀                                |                                           |                                         |
| 3~5             | 츠키 | 장미의 나라 왕자                                        | 다카라즈카 대극장 도쿄 다카라즈카극장 |                                           |                                         |
| 3~5             | 츠키 | ONE-내가 사랑한 것은…-                                  | 다카라즈카 대극장 도쿄 다카라즈카극장 |                                           |                                         |
| 7~10            | 츠키 | 알제의 남자                                             | 다카라즈카 대극장 도쿄 다카라즈카극장 | 교회의 여자 (신인공연)                    | 본역 : 히노 안지                        |
| 7~10            | 츠키 | Dance Romanesque                                        | 다카라즈카 대극장 도쿄 다카라즈카극장 |                                           |                                         |
| 11~12           | 츠키 | 내 사랑은 산 저편에                                     | 전국투어                              |                                           |                                         |
| 11~12           | 츠키 | Dance Romanesque                                        | 전국투어                              |                                           |                                         |
| 2012년          |      |                                                         |                                       |                                           |                                         |
| 2~4             | 츠키 | 에드워드 8세-왕관을 건 사랑-                            | 다카라즈카 대극장                     |                                           |                                         |
| 2~4             | 츠키 | Misty Station-안개의 종착역-                            | 다카라즈카 대극장                     |                                           |                                         |
| 6~9             | 츠키 | 로미오와 줄리엣                                         | 다카라즈카 대극장 도쿄 다카라즈카극장 |                                           |                                         |
| 10~11           | 츠키 | 사랑하기엔 너무 짧아                                    | 전국투어                              |                                           |                                         |
| 10~11           | 츠키 | Heat on Beat!                                           | 전국투어                              |                                           |                                         |
| 2013년          |      |                                                         |                                       |                                           |                                         |
| 1~3             | 츠키 | 베르사이유의 장미-오스칼과 안드레편-                    | 다카라즈카 대극장 도쿄 다카라즈카극장 | 소녀시기의 오스칼 (신인공연)              | 본역 : 사키히 미유                      |
| 5               | 츠키 | 달 구름의 황자                                          | 다카라즈카 바우홀                     | 여록 (女鹿)                               |                                         |
| 7~10            | 츠키 | 루팡-ARSÈNE LUPIN-                                      | 다카라즈카 대극장 도쿄 다카라즈카극장 |                                           |                                         |
| 7~10            | 츠키 | Fantastic Energy!                                       | 다카라즈카 대극장 도쿄 다카라즈카극장 |                                           |                                         |
| 11~12           | 츠키 | THE MERRY WIDOW                                         | 드라마시티 일본청년관                 | 마르고                                    |                                         |
| 12              | 츠키 | 달 구름의 황자                                          | 텐노슈 은하극장                       | 여록 (女鹿)                               |                                         |
| 2014년          |      |                                                         |                                       |                                           |                                         |
| 1               | 츠키 | New Wave! -츠키-                                        | 바우홀                                |                                           |                                         |
| 3 - 6           | 츠키 | 다카라즈카오도리                                        | 다카라즈카 대극장 도쿄 다카라즈카극장 |                                           |                                         |
| 3 - 6           | 츠키 | 내일로의 지침 -센츄리호의 항해일지-                     | 다카라즈카 대극장 도쿄 다카라즈카극장 | 코렛트 (신인공연)                         | 본역 : 코토네 카즈하                    |
| 3 - 6           | 츠키 | TAKARAZUKA 화시집100!!                                  | 다카라즈카 대극장 도쿄 다카라즈카극장 | 소녀 난의 여왕 (신인공연)                 | 본역 : 마나키 레이카                    |
| 7 - 8           | 츠키 | THE KINGDOM                                             | 일본청년관 드라마시티                 | 캐서린                                    |                                         |
| 9 - 12          | 츠키 | PUCK                                                    | 다카라즈카 대극장 도쿄 다카라즈카극장 | 마기 메이 트레이시 (신인공연)             | 본역 : 사오토메 와카바                  |
| 9 - 12          | 츠키 | CRYSTAL TAKARAZUKA-이미지의 결정-                       | 다카라즈카 대극장 도쿄 다카라즈카극장 |                                           |                                         |
| 2015년          |      |                                                         |                                       |                                           |                                         |
| 1 - 2           | 츠키 | Bandito -의적 살바토레 줄리아노-                        | 바우홀 일본청년관                     | 마우리차 보노                             |                                         |
| 4 - 7           | 츠키 | 1789 -바스티유의 연인들-                                | 다카라즈카 대극장 도쿄 다카라즈카극장 | 올램프 뒤 퓨제 (신인공연)                 | 본역 : 사오토메 와카바 ㆍ우미노 미즈키  |
| 8 - 9           | 츠키 | A-EN ARTHUR VERSION                                     | 바우홀                                | 리리 휴스턴                               |                                         |
| 11 - 2016년 2월 | 츠키 | 마논 -MANON-                                            | 다카라즈카 대극장 도쿄 다카라즈카극장 | 물의 정령 / 마논의 그림자 마논 (신인공연) | 본역 : 마나키 레이카 신인공연 첫 히로인 |
| 11 - 2016년 2월 | 츠키 | GOLDEN JAZZ                                             | 다카라즈카 대극장 도쿄 다카라즈카극장 |                                           |                                         |
| 2016년          |      |                                                         |                                       |                                           |                                         |
| 3 - 4           | 츠키 | 격정 -호세와 카르멘-                                    | 전국투어                              | 꽃파는 여자                               |                                         |
| 3 - 4           | 츠키 | Apasionado!!Ⅲ                                           | 전국투어                              |                                           |                                         |
| 6 - 9           | 츠키 | NOBUNAGA -하천의 꿈-                                    | 다카라즈카 대극장 도쿄 다카라즈카극장 | 삿사 나리마사의 처 네네 (신인공연)        | 본역 : 사오토메 와카바                  |
| 6 - 9           | 츠키 | Forever LOVE!!                                          | 다카라즈카 대극장 도쿄 다카라즈카극장 |                                           |                                         |
| 10              | 츠키 | FALSTAFF ~로미오와 줄리엣 이야기에 뛰어든 폴스타프~     | 바우홀                                | 주양의 여자                               |                                         |
| 2017년          |      |                                                         |                                       |                                           |                                         |
| 1 - 3           | 츠키 | 그랜드호텔                                              | 다카라즈카 대극장 도쿄 다카라즈카극장 | 전화교환수 눈이 먼 백작부인 (신인공연)    | 본역 : 토카 유리노                      |
| 1 - 3           | 츠키 | 카르셀 론도곡                                           | 다카라즈카 대극장 도쿄 다카라즈카극장 |                                           |                                         |
| 4 - 5           | 츠키 | 유리색의 조각                                           | 드라마시티 TBS아카사카ACT시어터       | 코레트                                    |                                         |
| 7 - 10          | 츠키 | All for One ~달타냥과 태양왕~                           | 다카라즈카 대극장 도쿄 다카라즈카극장 | 오랜프                                    |                                         |
| 11 - 12         | 츠키 | 봉황전 -칼라프와 투란도트-                              | 전국투어                              | 여관 (술)                                 |                                         |
| 11 - 12         | 츠키 | CRYSTAL TAKARAZUKA -이미지의 결정-                      | 전국투어                              |                                           |                                         |
| 2018년          |      |                                                         |                                       |                                           |                                         |
| 2 - 5           | 츠키 | 컴퍼니 -노력(레슨), 열정(패션), 그리고 친구들 (컴퍼니)- | 다카라즈카 대극장 도쿄 다카라즈카극장 | 여성 접수계 / 그라비아 아이돌             |                                         |
| 2 - 5           | 츠키 | BADDY -악당은 달에서 온다-                              | 다카라즈카 대극장 도쿄 다카라즈카극장 | 버디즈                                    |                                         |
| 6 - 7           | 츠키 | 사랑은 비를 타고                                        | TBS아카사카ACT시어터                  | 젤다 샌더스                               |                                         |
| 8 - 11          | 츠키 | 엘리자베트 -사랑과 죽음의 론도-                         | 다카라즈카 대극장 도쿄 다카라즈카극장 | 헬레네                                    |                                         |
| 2019년          |      |                                                         |                                       |                                           |                                         |
| 1               | 츠키 | ON THE TOWN                                             | 도쿄국제포럼                          | 루시 슈미라                               |                                         |
| 3 - 6           | 츠키 | 몽현무쌍                                                | 다카라즈카 대극장 도쿄 다카라즈카극장 | 아케미                                    |                                         |
| 3 - 6           | 츠키 | 쿠룬테이프 천사의 수도                                  | 다카라즈카 대극장 도쿄 다카라즈카극장 |                                           |                                         |
| 7 - 8           | 츠키 | 체게발라                                                | 일본청년관 드라마시티                 | 로라                                      |                                         |
| 10 - 12         | 츠키 | I AM FROM AUSTRIA -고향은 달콤한 조사-                  | 다카라즈카 대극장 도쿄 다카라즈카극장 | 안나 / 로라의 그림자                      | 퇴단공연                                |

### 출연 이벤트
- 2016년 11월. 나기나 루우미 디너쇼 『Evolution!』

## TV 출연
- 2012년 9월, TBS 『올스타 감사제 가을』